# If You've Never Been
Albums de Embrace
Drawn from Memory
(2000) Out of Nothing
(2004)
If You've Never Been est le troisième album studio du groupe de rock anglais Embrace, mis en vente le 3 septembre 2001.

## Liste des pistes
1. Over
2. I Hope You Are Happy Now
3. Wonder
4. Many Will Learn
5. It's Gonna Take Time
6. Hey, What You Trying To Say
7. If You've Never Been In Love With Anything
8. Make It Last
9. Happiness Will Get You In The End
10. Satellites